# Muhsin Sa’id
Muhsin Mustafa Sa’id Abu al-Ghar (arab. محسن مصطفى شندي أبوالغار) – egipski zapaśnik walczący w stylu wolnym. Brązowy medalista igrzysk afrykańskich w 1987. Wicemistrz mistrzostw Afryki w 1986, 1988 i 1989. Czwarty na mistrzostwach śródziemnomorskich w 1983. Drugi na mistrzostwach arabskich w 1987.